# Dactyloptena tiltoni
Dactyloptena tiltoni — вид скорпеноподібних риб родини довгоперових (Dactylopteridae). Це морський батидемерсальний вид, що поширений у тропічних водах на континентальному шельфі на заході Тихого океану біля берегів Філіппін та Австралії на глибині 119—565 м. Максимальний розмір тіла сягає близько 9,4 см.